# 静心幼稚園 (横浜市栄区)
静心幼稚園（せいしんようちえん）は、神奈川県横浜市栄区にある、私立の幼稚園である。

## 所在地
- 神奈川県横浜市栄区中野町1079

## 略歴
- 1975年（昭和50年） - 静心幼稚園として認可

## 教育目標
1. 健康な体力をつくる
2. 健全な心情を育む
3. 情操を豊かにする
4. 実践力を身につける
5. 自立心を培う

## 公式サイト
- 静心幼稚園

| サブスタブ | この項目は、まだ閲覧者の調べものの参照としては役立たない、書きかけの項目です。この項目を加筆・訂正などしてくださる協力者を求めています。このテンプレートは分野別のサブスタブテンプレートやスタブテンプレート（Wikipedia:分野別のスタブテンプレート参照）に変更することが望まれています。 |